# 小行星3825
小行星3825（3825 Nurnberg）是一颗围绕太阳公转的小行星。1967年10月30日，捷克天文學家盧波什·科胡特克在汉堡发现了此天体。
这颗小行星的绝对星等为145.6329897561673等。